# Élections législatives de 1898 dans les Alpes-Maritimes
Les élections législatives de 1898 ont eu lieu les 8 et 22 mai 1898.

## Résultats à l'échelle du département
| Partis         | Partis                     | Premier tour | Premier tour | Sièges |
| Partis         | Partis                     | Voix         | %            | Sièges |
| -------------- | -------------------------- | ------------ | ------------ | ------ |
|                | Républicains progressistes | 33 714       | 81,38        | 4      |
|                | Radicaux                   | 7 404        | 17,87        | 0      |
|                | Divers                     | 214          | 0,52         | 0      |
|                | Radicaux socialistes       | 96           | 0,23         | 0      |
|                |                            |              |              |        |
| Inscrits       | Inscrits                   | 61 678       | 100,00       | 4      |
| Votants        | Votants                    | 44 061       | 71,44        |        |
| Abstentions    | Abstentions                | 17 617       | 28,56        |        |
| Blancs et nuls | Blancs et nuls             | 2 633        | 5,98         |        |
| Exprimés       | Exprimés                   | 41 428       | 94,02        |        |

## Résultats par arrondissement

### Arrondissement de Grasse
| Candidat       | Candidat        | Parti                    | Premier tour | Premier tour |
| Candidat       | Candidat        | Parti                    | Voix         | %            |
| -------------- | --------------- | ------------------------ | ------------ | ------------ |
|                | Maurice Rouvier | Républicain progressiste | 8 770        | 54,22        |
|                | Andrieu         | Radical                  | 7 404        | 45,78        |
|                |                 |                          |              |              |
| Inscrits       | Inscrits        | Inscrits                 | 22 226       | 100,00       |
| Votants        | Votants         | Votants                  | 16 512       | 74,29        |
| Abstention     | Abstention      | Abstention               | 5 714        | 25,71        |
| Blancs et nuls | Blancs et nuls  | Blancs et nuls           | 338          | 2,05         |
| Exprimés       | Exprimés        | Exprimés                 | 16 174       | 97,95        |

### Arrondissement de Nice

#### 1recirconscription
| Candidat       | Candidat           | Parti                    | Premier tour | Premier tour |
| Candidat       | Candidat           | Parti                    | Voix         | %            |
| -------------- | ------------------ | ------------------------ | ------------ | ------------ |
|                | Flaminius Raiberti | Républicain progressiste | 9 248        | 88,85        |
|                | Louis Robini       | Républicain progressiste | 1 161        | 11,15        |
|                |                    |                          |              |              |
| Inscrits       | Inscrits           | Inscrits                 | 17 303       | 100,00       |
| Votants        | Votants            | Votants                  | 11 892       | 68,73        |
| Abstention     | Abstention         | Abstention               | 5 411        | 31,27        |
| Blancs et nuls | Blancs et nuls     | Blancs et nuls           | 1 483        | 12,47        |
| Exprimés       | Exprimés           | Exprimés                 | 10 409       | 87,53        |

#### 2ecirconscription
| Candidat       | Candidat        | Parti                    | Premier tour | Premier tour |
| Candidat       | Candidat        | Parti                    | Voix         | %            |
| -------------- | --------------- | ------------------------ | ------------ | ------------ |
|                | Félix Poullan   | Républicain progressiste | 9 719        | 97,85        |
|                | Ignace Genevosi | Divers                   | 214          | 2,15         |
|                |                 |                          |              |              |
| Inscrits       | Inscrits        | Inscrits                 | 15 576       | 100,00       |
| Votants        | Votants         | Votants                  | 10 505       | 67,44        |
| Abstention     | Abstention      | Abstention               | 5 071        | 32,56        |
| Blancs et nuls | Blancs et nuls  | Blancs et nuls           | 572          | 5,45         |
| Exprimés       | Exprimés        | Exprimés                 | 9 933        | 94,55        |

### Arrondissement de Puget-Théniers
| Candidat       | Candidat              | Parti                    | Premier tour | Premier tour |
| Candidat       | Candidat              | Parti                    | Voix         | %            |
| -------------- | --------------------- | ------------------------ | ------------ | ------------ |
|                | Raphaël Bischoffsheim | Républicain progressiste | 4 816        | 98,05        |
|                | Paul Rouvier          | Radical socialiste       | 96           | 1,95         |
|                |                       |                          |              |              |
| Inscrits       | Inscrits              | Inscrits                 | 6 573        | 100,00       |
| Votants        | Votants               | Votants                  | 5 152        | 78,38        |
| Abstention     | Abstention            | Abstention               | 1 421        | 21,62        |
| Blancs et nuls | Blancs et nuls        | Blancs et nuls           | 240          | 4,66         |
| Exprimés       | Exprimés              | Exprimés                 | 4 912        | 95,34        |